# Eressa marcescens
Eressa marcescens är en fjärilsart som beskrevs av Felder. Eressa marcescens ingår i släktet Eressa och familjen björnspinnare. Inga underarter finns listade i Catalogue of Life.